# Verkettete Pfeilschreibweise
Die von John Horton Conway erdachte verkettete Pfeilschreibweise ist eine mathematische Darstellung für äußerst große natürliche Zahlen, ähnlich wie die von Donald E. Knuth entwickelte Pfeilschreibweise, die davon zu unterscheiden ist.

## Notation
Bei der verketteten Pfeilschreibweise werden beliebig viele natürliche Zahlen hintereinander geschrieben und mit Pfeilen verkettet, und eine solche Kette repräsentiert eine natürliche Zahl.
Zu beachten ist, dass eine Kette aus {\displaystyle n\geq 3} Zahlen nicht einfach in Teile zerlegt werden kann, die für sich ausgewertet werden, denn es handelt sich um eine {\displaystyle n}-stellige Operation und nicht um die Nacheinanderausführung von zweistelligen: {\displaystyle 2\rightarrow (3\rightarrow 2)\not =2\rightarrow 3\rightarrow 2\not =(2\rightarrow 3)\rightarrow 2}.
Wenn eine Kette innerhalb einer anderen Kette eine Zahl repräsentieren soll, wird sie umklammert: Die Kette {\displaystyle 3\rightarrow 6\rightarrow (5\rightarrow 4)} besteht aus drei Gliedern: 3, 6 und {\displaystyle (5\rightarrow 4)}, wobei Letzteres eine eigenständige Kette ist, die für die Zahl {\displaystyle 5^{4}=625} steht, also {\displaystyle 3\rightarrow 6\rightarrow (5\rightarrow 4)=3\rightarrow 6\rightarrow 625}.
Hinweis: Die verkettete Pfeilschreibweise ({\displaystyle n\rightarrow m}) ist – insbesondere bei Verwendung von Variablen – nicht zu verwechseln mit der in der Logik verwendeten Schreibweise für die Implikation und Subjunktion ({\displaystyle a\rightarrow b}), bei der häufig derselbe einfache Pfeil ({\displaystyle \rightarrow }) als Symbol für den Junktor verwendet wird.

## Definition
Im Folgenden soll gelten:
- {\displaystyle n,m\in \mathbb {N} ^{+}}
- {\displaystyle A} stellt eine Teilkette dar. {\displaystyle A\rightarrow n} kann beispielsweise {\displaystyle 5\rightarrow 2\rightarrow n} entsprechen.

Damit sind die Werte von Ketten wie folgt definiert:
1. Eine leere Kette (mit der Länge 0) hat den Wert 1
2. Eine Kette der Länge 1 mit dem Glied {\displaystyle n} hat den Wert {\displaystyle n}
3. Der Wert einer Kette der Länge 2 ist die Potenz ihrer Glieder:
{\displaystyle n\rightarrow m=n^{m}}
4. Hat eine Kette mit Länge {\displaystyle \geq 2} ein Endglied mit dem Wert 1, kann dieses weggelassen werden:
{\displaystyle A\rightarrow 1=A}
5. Mit {\displaystyle n,m>1} gilt:
{\displaystyle A\rightarrow n\rightarrow m=A\rightarrow (A\rightarrow (n-1)\rightarrow m)\rightarrow (m-1)}
{\displaystyle A\rightarrow 1\rightarrow m=A}

Alternative Formulierung von Regel 5:
{\displaystyle A\rightarrow n\rightarrow m=A\rightarrow (...(A\rightarrow (A)\rightarrow (m-1))...\rightarrow (m-1))\rightarrow (m-1)}.
Dabei wird die Teilkette {\displaystyle A} insgesamt {\displaystyle n}-mal notiert und das {\displaystyle (m-1)}-Glied {\displaystyle (n-1)}-mal.
Beispiel:
{\displaystyle A\rightarrow 3\rightarrow 5=A\rightarrow (A\rightarrow 2\rightarrow 5)\rightarrow 4=A\rightarrow (A\rightarrow (A\rightarrow 1\rightarrow 5)\rightarrow 4)\rightarrow 4=A\rightarrow (A\rightarrow (A)\rightarrow 4)\rightarrow 4}

## Folgerungen
{\displaystyle n}, {\displaystyle m}, {\displaystyle A} wie in der Definition, sei nun auch {\displaystyle B} eine Teilkette, {\displaystyle k} eine natürliche Zahl.
- {\displaystyle A\rightarrow 1\rightarrow B=A} alle Kettenglieder hinter einer 1 entfallen
- {\displaystyle 1\rightarrow A=1}
- {\displaystyle n\rightarrow m\rightarrow k=n\uparrow ^{k}m} mit Knuths Pfeilschreibweise
- {\displaystyle 2\rightarrow 2\rightarrow A=4} jede Kette, deren erste zwei Glieder 2 sind, hat den Wert 4 (wie auch {\displaystyle 2+2=2\cdot 2=2^{2}=2\uparrow ^{n}2=4})
- {\displaystyle A\rightarrow 2\rightarrow 2=A\rightarrow (A)} endet eine Kette in zwei Zweien, können diese durch den Wert der Kette davor ersetzt werden (beachte: nicht {\displaystyle A\rightarrow A})

Die Berechnung einer Kette läuft meist darauf hinaus, durch Anwenden von Regel 5 das letzte Glied zu vermindern, bis es 1 ist und damit wegfallen kann. Bei diesem Prozess wird das vorletzte Glied in der Regel enorm vergrößert, und das um so mehr, je komplexer die Teilkette vor den letzten beiden Gliedern ist, denn diese geht dabei in voller Länge in die Berechnung des vorletzten Gliedes ein. So wird die Kette verkürzt, bis sie nur noch zwei Glieder enthält und damit auf die Potenzierung zurückgeführt ist.

## Rechenbeispiele
Zunächst ein leichtes Beispiel:
{\displaystyle 2\rightarrow 3\rightarrow 2=2\uparrow \uparrow 3=2^{2^{2}}=2^{4}=16}
Oder:
{\displaystyle 2\rightarrow 3\rightarrow 2=2\rightarrow (2\rightarrow 2\rightarrow 2)\rightarrow 1=2\rightarrow (4)=2^{4}=16}
Ein weiteres dreigliedriges Beispiel:
{\displaystyle 5\rightarrow 3\rightarrow 2=5\rightarrow (5\rightarrow 2\rightarrow 2)\rightarrow 1=5\rightarrow (5\rightarrow (5))=5\rightarrow (5^{5})=5^{5^{5}}=5^{3125}\approx 1{,}91101259794547752\cdot 10^{2184}}
Jedoch lässt sich auch dieses Beispiel leicht mit Knuths Pfeilschreibweise abkürzen: {\displaystyle 5\rightarrow 3\rightarrow 2=5\uparrow \uparrow 3=5^{5^{5}}}
Daher nun ein viergliedriges Beispiel:
{\displaystyle 3\rightarrow 2\rightarrow 3\rightarrow 2=3\rightarrow 2\rightarrow (3\rightarrow 2\rightarrow 2\rightarrow 2)\rightarrow 1=3\rightarrow 2\rightarrow (3\rightarrow 2\rightarrow (3\rightarrow 2))}
{\displaystyle =3\rightarrow 2\rightarrow (3\rightarrow 2\rightarrow 9)=3\rightarrow 2\rightarrow (3\uparrow ^{9}2)}
{\displaystyle =3\uparrow ^{3\uparrow ^{9}2}2}
Damit ist die Berechnung auf den Pfeiloperator der Ordnung {\displaystyle 3\uparrow ^{9}2=3\uparrow ^{8}3=3\uparrow ^{7}3\uparrow ^{7}3} zurückgeführt, welche bereits in Exponentialschreibweise nicht mehr sinnvoll darstellbar ist.
Diese Rechnung macht jedoch sehr gut deutlich, dass die verkettete Pfeilschreibweise wohl am kürzesten enorm große Zahlen darstellen kann.
Das wird nun schon bei bloßer Betrachtung von {\displaystyle 43\rightarrow 91\rightarrow 74\rightarrow 84\rightarrow 101} deutlich.